# Joünié

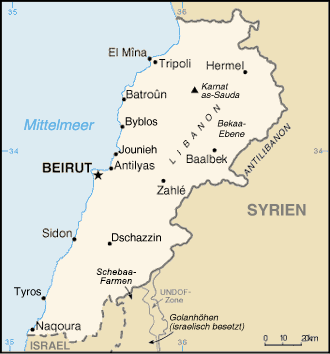
Mapa del Líban, (Vegeu Joünié)

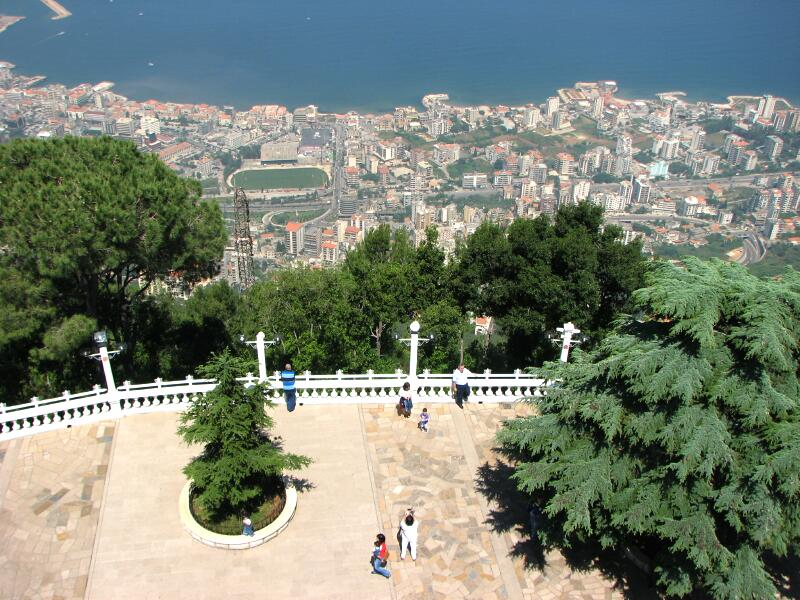
Vista de la badia de Joünié des de Harissa

Joünié, o Jounieh (àrab: جونيه, Jūniyah) és una ciutat portuària del Líban, situada a la badia de Joünié, a 17 quilòmetres de Beirut, capital del Líban i sobre la costa de la mar Mediterrània. En realitat no hi ha una ciutat anomenada Jounieh, sinó un barri (o districte) format per les següents poblacions: Sarba, Ghadir, rue de Kaslik, Sahel Alma i Harat Sakhr.
Situada a 10 km de Biblos, i a 50 km Tripoli, compta amb més de 100.000 habitants de majoria cristiana. Es considera la ciutat amb més maronites del món. Hi viu el patriarca maronita del Líban.

## Turisme
És coneguda pels seus balnearis i discoteques, hi ha un telefèric que té la finalitat de portar als passatgers a l'ermita de Nostra Senyora del Líban a Harissa, que roman oberta tot l'any. És una ciutat d'antigues civilitzacions de les que es poden veure les grutes de Jeita a 8 km de la ciutat.
A 20 km de la ciutat hi ha l'Aeroport Internacional Beirut-Rafic Hariri, l'aeroport més important del Líban. Avui s'ha convertit en un modern centre de negocis i turisme tenint a 2 km el Casino du Liban.

## Galeria

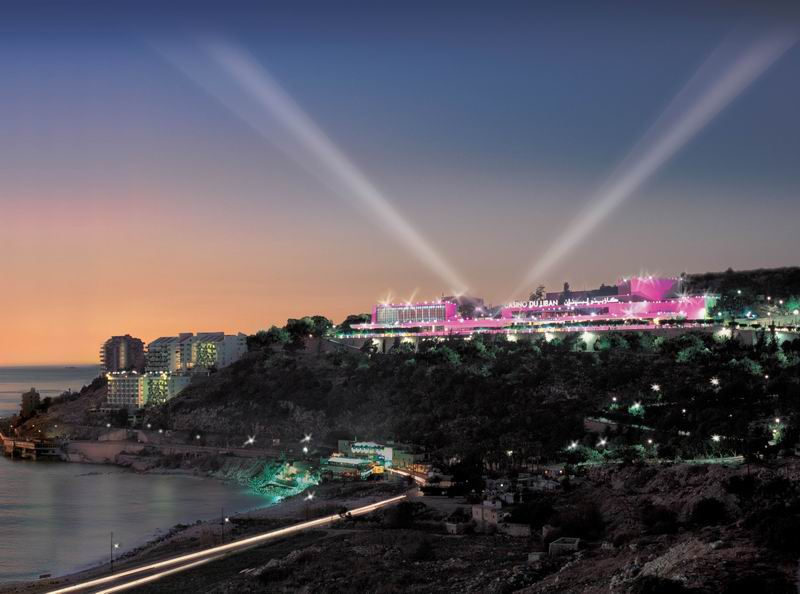
Casino du Liban
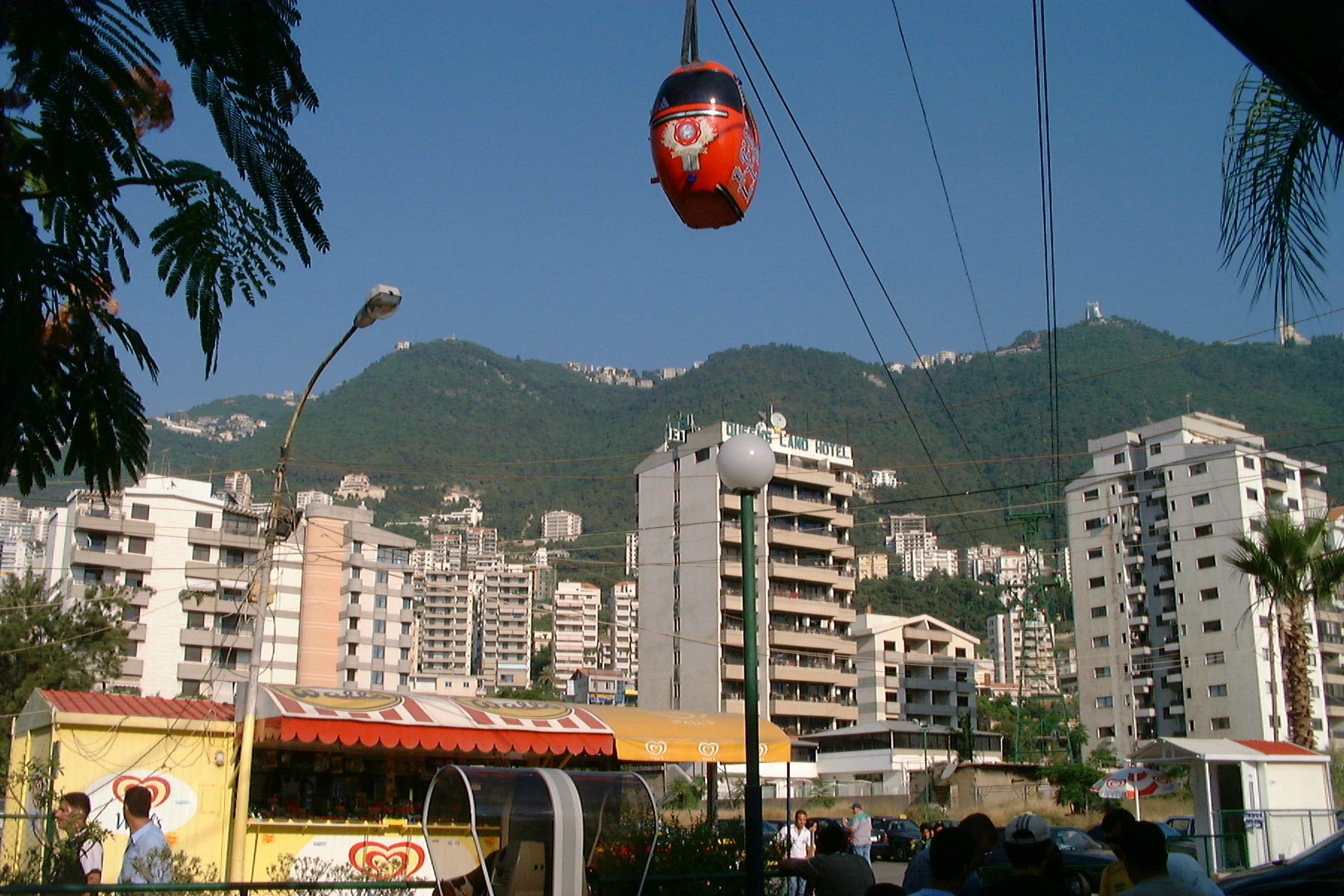
Jounieh
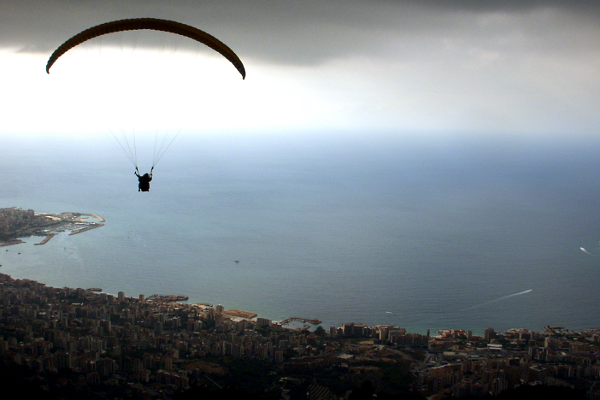
Parapenting sobre Jounieh Bay
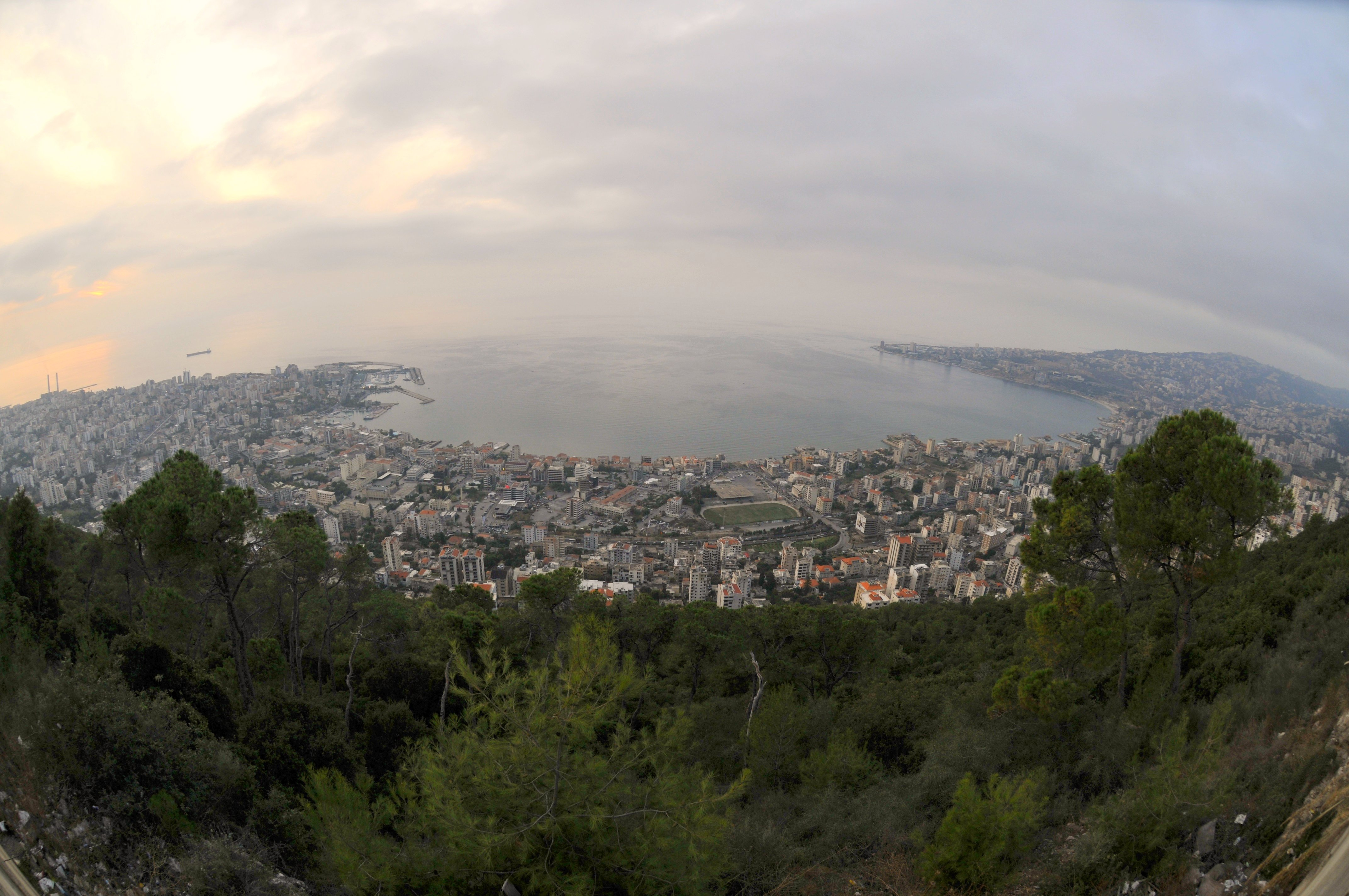
Vista des de Harissa, Líban
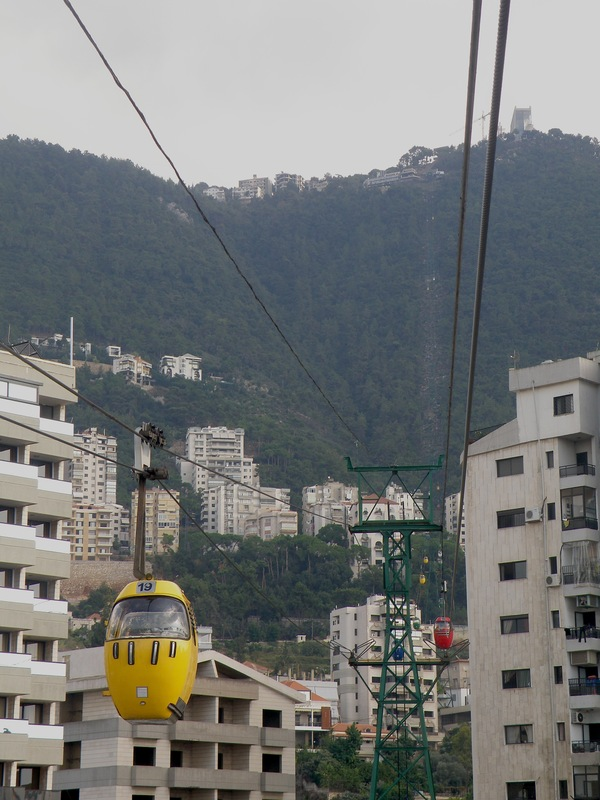
Telefèric (Jounieh) portant als visitants a Harissa, Líban